# فرت هانت (ویرجینیا)
فرت هانت (به انگلیسی: Fort Hunt) یک منطقهٔ مسکونی در ایالات متحده آمریکا است که در شهرستان فرفکس، ویرجینیا واقع شده‌است. فرت هانت ۱۶٫۲۳ کیلومتر مربع مساحت و ۱۶٬۰۴۵ نفر جمعیت دارد و ۱۰ متر بالاتر از سطح دریا واقع شده‌است.